# Joseph Parecattil
Joseph Parecattil (Malayalam: ജോസഫ് പാറേക്കാട്ടിൽ, Jēāsaph Pāṟēkkāṭṭil) (Kidangoor, 1 april 1912 - Kochi, 20 februari 1987) was een Indiaas geestelijke van de Syro-Malabar-katholieke Kerk en een kardinaal van de Rooms-Katholieke Kerk.
Parecattil werd op 24 augustus 1939 tot priester gewijd. Op 28 oktober 1953 werd hij benoemd tot hulpbisschop van Ernakulam (Syro-Malabar-katholieke Kerk) en titulair bisschop van Arethusa (Syrië). Zijn bisschopswijding vond plaats op 30 november 1953. Hij werd op 20 juli 1956 benoemd tot aartsbisschop-metropoliet van Ernakulam (Syro-Malabar-katholieke Kerk) als opvolger van Augustine Kandathil, die kort daarvoor was overleden.
Paus Paulus VI creëerde hem tijdens het consistorie van 28 april 1969 kardinaal met de rang van kardinaal-priester. Zijn titelkerk was de Santa Maria Regina Pacis a Monte Verde.
Van 1969 tot 1985 was Parecattil voorzitter van de synode van de Syro-Malabar-katholieke Kerk. Van 1972 tot 1976 was hij voorzitter van de katholieke bisschoppenconferentie van India.
Parecattil verrichtte ook werkzaamheden binnen de Romeinse Curie. Van 1972 tot 1987 was hij voorzitter van de Pauselijke Commissie voor de herziening van de code van het Oosterse canonieke recht, een voorloper van de Pauselijke Raad voor de Wetteksten
Parecattil ging op 30 januari 1984 met emeritaat. Zijn opvolger als metropoliet van de Syro-Malabar-katholieke Kerk was Antony Padiyara.
- Gemeinsame Normdatei: 119285193
- International Standard Name Identifier: 0000 0000 7821 7155
- Library of Congress Control Number: n88176588
- Nederlandse Thesaurus van Auteursnamen: 126067317
- Virtual International Authority File: 59890990
- WorldCat: E39PBJbWtDXCHgJry9KYvHrTHC